# Tribunalul București

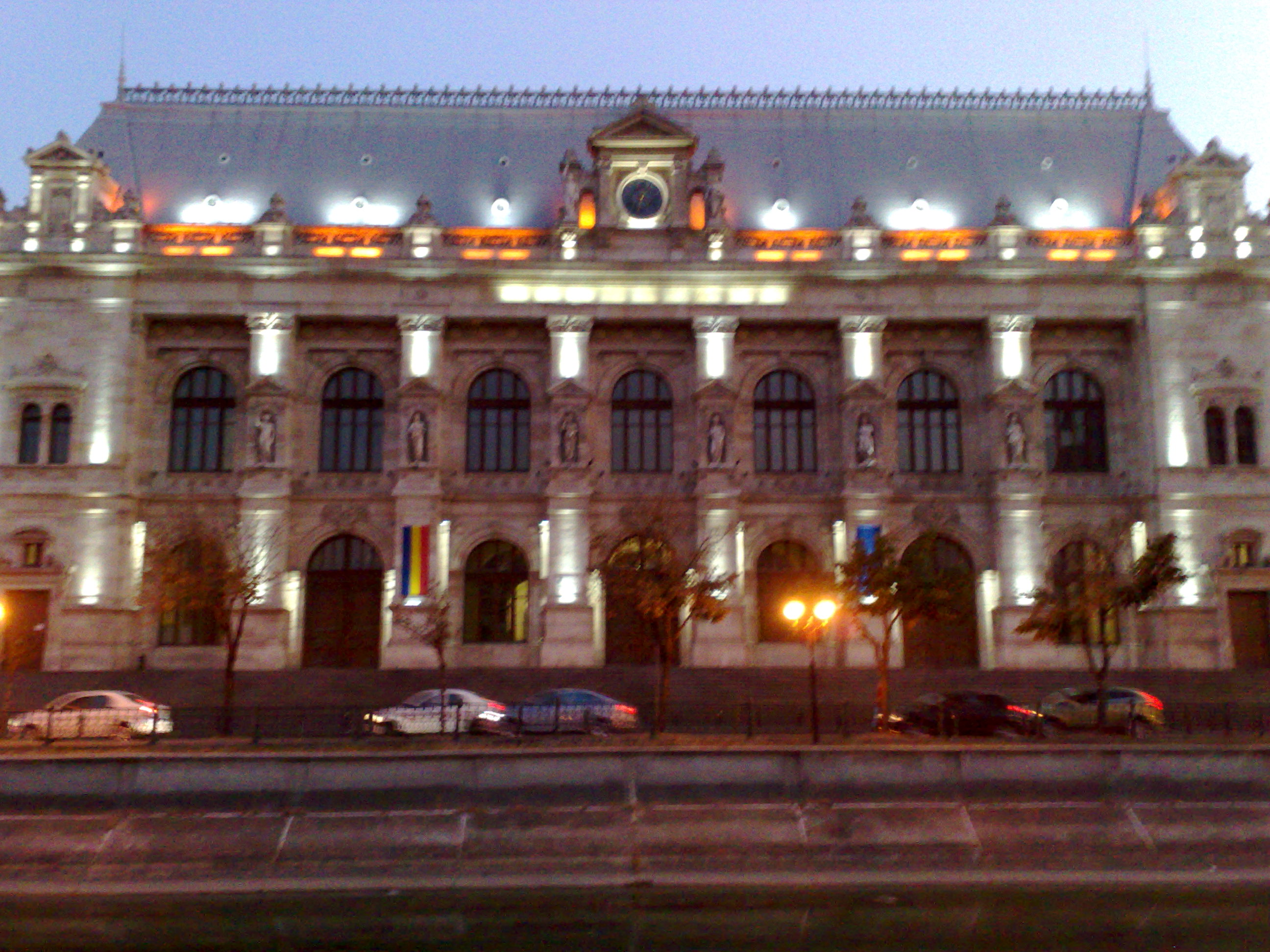
Tribunalul Bucureşti şi Judecătoria Sectorului 2

Tribunalul București își are sediul pe Bulevardul Unirii, pe locul fostului magazin Junior. Clădirea, care găzduiește tribunalul și Judecătoria sectorului 2, a fost inaugurată în data de 11 decembrie 2006. Suprafața desfășurată a clădirii este de 27 000 m2 și are 8 niveluri, 6 la suprafață și 2 subterane. Construirea noului sediu al Tribunalului București a costat Ministerul Justiției peste 500 miliarde ROL, banii provenind dintr-un împrumut acordat de Banca Internațională pentru Reconstrucție și Dezvoltare Guvernului României. 

## Istoric
Clădirea tribunalului este rezultatul reconstrucției fostului Magazin Junior, cunoscut și sub numele de „magazinul oglinzilor”. Magazinul a fost inaugurat în 1987 și nu a avut prea mare succes în rândul bucureștenilor. Înainte de a fi închis, după doar 5 ani de la inaugurare, în 1992, magazinul prezenta spații comerciale doar la parterul clădirii, restul spațiului fiind neutilizat. Clădirea a rămas nefolosită până în anul 1999 când intră în atenția guvernului și este declarat imobil de utilitate publică și interes național. Clădirea este atribuită Ministerului Justiției, care a intenționat inițial să mute în acest spațiu Înalta Curte de Casație și Justiție. După ce reprezentanții acestei instituții au refuzat mutarea în acest spațiu, Ministerul Justiției a hotărât mutarea în noul sediu a Tribunalului București și a Judecătoriei Sectorului 2. Din vechea clădire a magazinului au fost păstrate atriumul, denumit Sala pașilor pierduți, scările și vechile holuri, restul fiind în totalitate reconstruit.
Clădirea a fost reconstruită în așa fel încât să corespundă standardelor internaționale și să asigure o bună desfășurare a actului de justiție. Subsolul, format din două niveluri are o suprafață comparabilă cu construcția supraterană. Aici sunt amplasate aresturile instanțelor, în funcție de sex și vârstă. Celule sunt construite la standarde europene, fiecare încăpere fiind dotată cu grupuri sanitare și instalații de climatizare. Tot la subsol sunt amenajate spații pentru grefieri, arhivele, spațiile destinate pazei clădirii, precum și o parcare.
La parter se află zona destinată serviciilor cu publicul, arhivele, registraturile, birourile judecătorului de serviciu, a procurorilor și avocaților. Etajele unu și doi prezintă 26 de săli de judecată, camerele pentru deliberare și birourile judecătorilor. Ultimele trei etaje au accesul restricționat publicului, fiind destinate personalului tribunalului instanței.
Deși termenul de predare al construcției a fost anul 2003, abia în 2006 clădirea a fost dată în folosință ca sediu al Tribunalui București. Cele peste 100 000 de dosare, din care 80 000 aflate pe rolul instanțelor au fost mutate în intervalul 23 noiembrie - 11 decembrie.